# 劉火旺
劉火旺（1907年—1986年）為臺灣臺中市出身的政治人物，臺中州立第一中學（今臺中一中）畢。
從政後連任臺中市第一至第八屆市議員，其中二、三、五屆任副議長，第四、六、七、八屆任議長，是以各縣市議會稱為龍頭議長之稱。劉清標為其子，曾參選臺灣省議員，但並未當選。
其現今第三代，家族代表人物，為嫡孫劉朝旭，接任欣中天然氣股份有限公司 第14 ，15，16，17到至今常務董事一席。並曾任多屆台中第一高級中學及衛道高級中學家長委員，並創立威世國際股份有限公司，1999年起引進德國汽車動力晶片到亞洲區，將汽車軟體升級風氣引進亞洲車市。
並於1999年起，成為台灣第一家SMART汽車原始進口商，為台灣交通部認可授權SMART可重新打印車身號碼的原廠，在汽車界裡頗具盛名，口碑甚佳。

## 生平
臺灣光復後，曾任臺中菸酒配銷區聯合會理事長、臺中市東區合作社理事主席、臺中市汽車運輸同業公會理事、臺中市商業常務理事等職。
1950年臺灣實施地方自治，第一屆臺中市議會成立，劉火旺當選為首屆議會議員，嗣後連任至第八屆議會，其中二、三、五屆任副議長，第四、六、七、八屆任議長。
擔任議員期間，曾擔任欣中天然氣公司董事長、興中造紙公司董事長、興中建設公司董事長，第八信用合作社理事主席、臺中市菸酒配銷所主任、寶覺寺董事長，寶善寺董事長，臺中市警民協會理事、明德商業職業學校（今明德高中）董事長、臺中市立家職學校與臺中商業職業學校的家長會長。